# Le Bonheur (film, 1965)
Pour les articles homonymes, voir Le Bonheur.
Pour plus de détails, voir Fiche technique et Distribution.
Le Bonheur est un film de la Nouvelle Vague d'Agnès Varda, sorti en 1965.

## Synopsis
Un menuisier vit heureux avec sa femme et leurs enfants.
Un jour, il rencontre une employée des PTT dont il tombe amoureux. Il aime cependant toujours sa femme, et s'épanouit dans cette situation.

## Fiche technique
Sauf indication contraire, les informations mentionnées dans cette section peuvent être confirmées par la base de données cinématographiques Unifrance,  présente dans la section « Liens externes ».
- Titre : Le Bonheur
- Réalisation : Agnès Varda
- Scénario : Agnès Varda
- Assistant réalisateur : Jean-Paul Savignac
- Musique : Jean-Michel Defaye
- Images : Jean Rabier, Claude Beausoleil
- Cadreur : Claude Zidi
- Scripte : Francine Corteggiani
- Montage : Janine Verneau
- Production : Mag Bodard
- Société de production : Parc Film (France)
- Société de distribution : MK2 Films (France et vente à l'étranger)[1]
- Pays de production :  France
- Langue de tournage : français
- Format : 35 mm - couleur (Eastmancolor) - 1,66:1 - son mono
- Genre : comédie dramatique, romance
- Durée : 79↔82[2] minutes
- Dates de sortie :
  - France : 10 février 1965
  - Italie : 6 juin 1965 (Mostra de Pesaro) ; 27 avril 1968 (sortie nationale)
  - Allemagne de l'Ouest : juin 1965 (Berlinale 1965) ; 1er octobre 1965 (sortie nationale)
- Visa et classification[1],[Note 1] : mention tous publics, visa d'exploitation no 29459 délivré le 15 septembre 2005
- Affiche : Georges Kerfyser (France)

## Distribution
- Jean-Claude Drouot : François Chevalier, un jeune menuisier
- Claire Drouot : Thérèse Chevalier, sa femme
- Olivier Drouot : Pierrot Chevalier, le fils de François et de Thérèse
- Sandrine Drouot : Gisou Chevalier, la fille de François et de Thérèse
- Marie-France Boyer : Émilie Savignard, une employée des postes, la maîtresse de François
- Marc Eyraud : Joseph Chevalier, le frère de François qui dirige la menuiserie
- Paul Vecchiali : Paul
- Marcelle Favre-Bertin : Bertin
- Manon Lanclos : Mme Mesquier
- Christian Riehl
- Sylvia Saurel : Yvette Mercier
- Yvonne Dany (non créditée) : invitée du mariage

## Distinctions
- Prix Louis-Delluc pour Agnès Varda en 1964.
- Ours d'argent au Festival de Berlin en 1965.

## Production

### Casting
Jean-Claude Drouot joue la fiction avec sa propre famille : sa femme Claire et ses enfants Sandrine et Olivier.

### Tournage

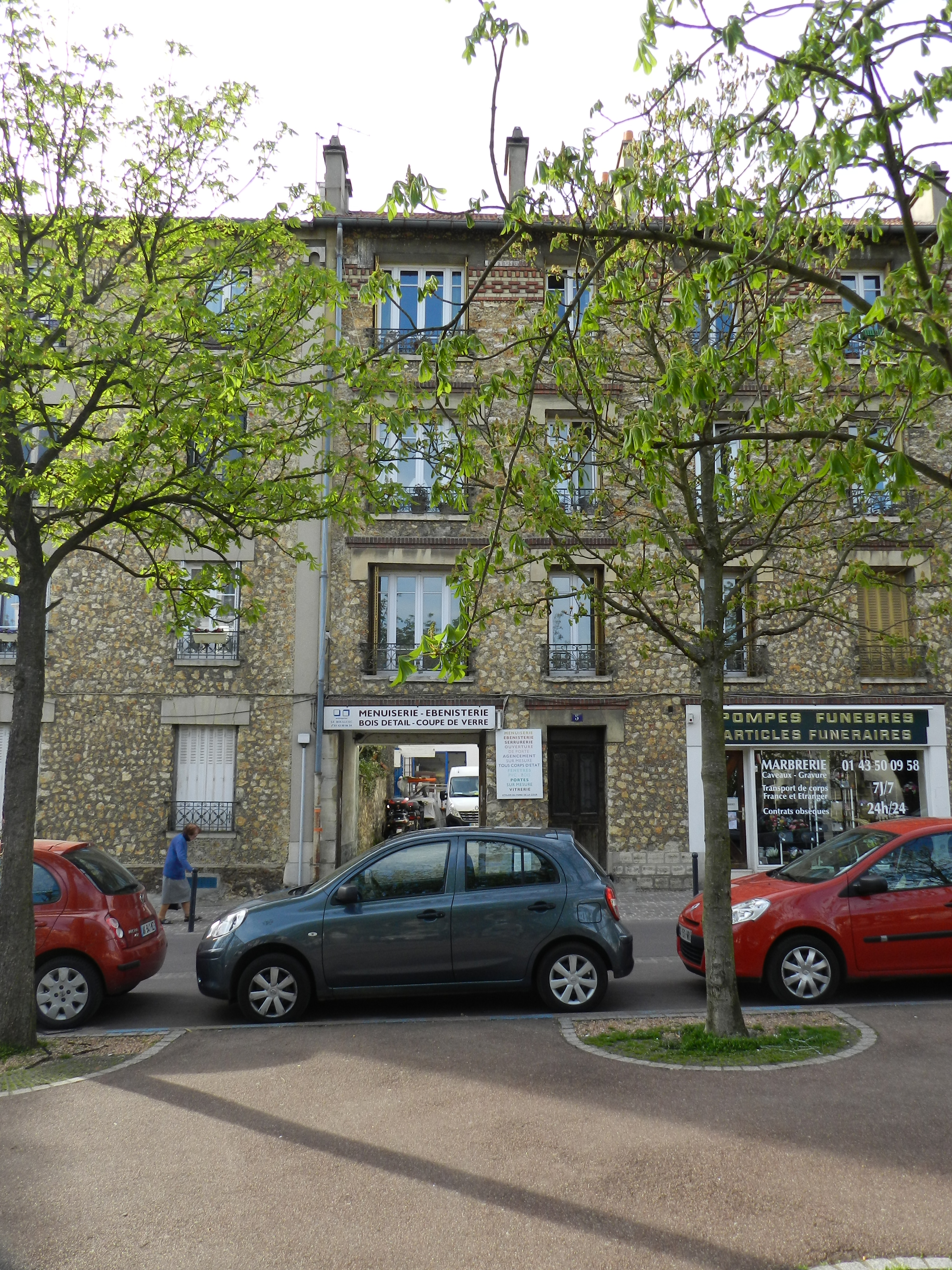
L'immeuble de Fontenay-aux-Roses dans lequel travaille le menuisier (Jean-Claude Drouot).

Période de prises de vue : 14 juillet au 5 novembre 1964.
Lieux de tournage. :
- Hauts-de-Seine : Bagneux, Fontenay-aux-Roses ;
- Val-de-Marne : Créteil, L'Haÿ-les-Roses ;
- Essone : Mennecy, Verrières-le-Buisson.

### BO
Agnès Varda a justifié son choix musical en déclarant avoir voulu représenter « Une certaine idée du bonheur, comme la musique séduisante de Mozart qui pourtant pince le cœur. »

## Accueil
Lors de sa sortie en 1965, ce film fut le sujet dans la presse d'un scandale motivé par son thème qui évoquait sans jugement moral l'adultère, celui-ci n'étant pas ressenti comme une faute par le protagoniste. Le film fut même pour cette raison interdit aux moins de 18 ans,.
Lors de la dernière rétrospective 2023-2024 des films d'Agnès Varda, la Cinémathèque française rappelait l'accueil du film à sa sortie : « Longtemps précédé d'un parfum de scandale — et notamment interdit aux moins de 18 ans lors de sa sortie — Le Bonheur choque, à son époque, dans sa manière de dépeindre l'adultère sans jamais le questionner ni le juger. Au cœur d'une vie de famille heureuse, Agnès Varda narre la naissance d'une liaison extraconjugale comme la perspective d'une source de joie supplémentaire, d'une affection soudaine venant s'ajouter à celle qui existe déjà. Pour son personnage principal, l'amour n'est pas affaire de soustraction, mais il se multiplie, se déploie au gré des sentiments et des sensations. De robes d'été en champs de fleurs, le quotidien est filmé tel un éternel dimanche à la campagne où la qualité du découpage et la préciosité des dialogues lui donnent l'allure d'un enchantement impressionniste. Agnès Varda cherche le sens du bonheur à travers un héros candide, persuadé de ne blesser personne dans sa quête d'absolu. En montrant Jean-Claude Drouot — icône du petit écran — entouré par sa propre famille, elle laisse son spectateur contempler l'amour exclusif soumis à l'insatisfaction perpétuelle de l'être humain. Illuminé par sa palette de couleurs vives, Le Bonheur fait le choix de la nuance, de l'observation, pour privilégier la création et la liberté à une quelconque morale. »